# Endocyathopora laticostata
Endocyathopora laticostata is een rifkoralensoort uit de familie van de Turbinoliidae. De wetenschappelijke naam van de soort is voor het eerst geldig gepubliceerd in 1989 door Cairns.